# Liberty Magona
La Liberty Magona, fondata come Magona d'Italia, è un'azienda specializzata nella produzione di acciaio. È situata a Piombino in prossimità del mare e vicino allo stabilimento siderurgico di Piombino.

## Storia

### Le origini
Nel 1865 a Piombino nasce la Magona d'Italia su iniziativa di Alfred Novello, imprenditore di origini inglesi, a cui si associano immediatamente, Auguste Ponsard, ingegnere proveniente dalla siderurgia pubblica ex granducale, e Alessandro Gigli. La fabbrica fu dotata di un altoforno a carbone di legna e di un convertitore Bessemer, il primo ad essere impiantato in Italia, per produrre acciaio partendo dalla ghisa liquida. L'impresa entrò subito in crisi ed i soci si divisero. La Magona cessò nel 1866 la produzione a causa della concorrenza della vicina società "Perseveranza" di Jacopo Bozza, ma soprattutto per gli alti costi di fornitura del materiale ferroso dall'Isola d'Elba, proibitivi per il mercato italiano di allora..
La scelta di Piombino come sito di ubicazione di tali stabilimenti è determinata da alcune caratteristiche geografiche, come la presenza di un porto naturale che facilita enormemente le manovre di carico-scarico dei prodotti e il trasporto delle materie prime, nonché la vicinanza dell'Isola d'Elba, grande bacino minerario da sfruttare.
Nel 1892 la Magona d'Italia riavvia le proprie produzioni siderurgiche concentrandosi sulla produzione di bande stagnate.

### Il passaggio ai privati
Nel 1992 viene scorporato lo stabilimento dall'Ilva e conferito alla "Acciaierie e Ferriere di Piombino", società di cui facevano parte l'Ilva e il "Gruppo Lucchini" del bresciano Luigi Lucchini. Nel 1995 l'industria passa al gruppo Lucchini diventando "Lucchini Siderurgica", che nel 1998 diviene "Lucchini Spa".
La Magona è stata rilevata nel 2005 dal gruppo ArcelorMittal, con sede legale in Belgio, mantenendo lo stabilimento in via Portovecchio a Piombino. Lo stabilimento Magona è stato venduto nell'ottobre 2018 dal gruppo ArcelorMittal alla multinazionale anglo indiana Liberty House Group cambiando ragione sociale in Liberty Magona.

## Archivio
L'archivio de La Magona d'Italia è custodito nell'attuale sede della società proprietaria dell'azienda in Piombino.